# 德斯坎索 (加利福尼亞州)
德斯坎索（英語：Descanso）是位於美國加利福尼亞州聖地牙哥縣的一個人口普查指定地區。

## 地理
德斯坎索的座標為32°51′10″N 116°36′57″W / 32.85278°N 116.61583°W，而該地最高點為海拔高度1089米（即3573英尺）。

## 人口
根據2010年美國人口普查的數據，德斯坎索的面積為49.768平方千米，均為陸地。當地共有人口1423人，而人口密度為每平方千米28人。